# Antiblemma lacteigera
Antiblemma lacteigera är en fjärilsart som beskrevs av Druce. Antiblemma lacteigera ingår i släktet Antiblemma och familjen nattflyn. Inga underarter finns listade i Catalogue of Life.